# Graduation de la rose des vents
 (novembre 2010).
Si vous disposez d'ouvrages ou d'articles de référence ou si vous connaissez des sites web de qualité traitant du thème abordé ici, merci de compléter l'article en donnant les références utiles à sa vérifiabilité et en les liant à la section « Notes et références ».

Rose des vents d'un compas.

La rose des vents peut être graduée de trois façons différentes. Partie la plus importante du compas, elle se compose d'un disque en plastique ou en carton, dont le pourtour est divisé en 32 arcs de longueurs égales. Les rayons dirigés vers les divisions du cadran définissent chacun une direction de vent. L'angle compris entre deux directions de vents consécutives définit un rhumb (ou rumb), appelé aussi quart, point de compas, ou encore aire de vent lorsqu'il s'agit du cap suivi par le navire.

## Graduation en quarts
Dans la rose divisée en 32 quarts de 11°15', chaque direction du vent reçoit un nom correspondant aux indications du cercle médian de la rose.
Les quarts sont numérotés de 1 à 32, en partant du nord vers l'est, ou de 1 à 8 en partant du nord ou du sud vers l'est ou l'ouest.

## Graduation rationnelle ou azimutale
Quand la rose est divisée de 000° à 360°, à partir du nord vers l'est, on parle de graduation rationnelle ou azimutale. C'est cette graduation qui est actuellement la plus utilisée. Les orientations du navire et les relèvements peuvent ainsi très simplement s'exprimer par un nombre : 045°, 180°, 225°…
Les caps et relèvements exprimés de cette façon doivent nécessairement être inscrits avec trois chiffres.

## Graduation quadrantale
Les caps et relèvements sont de 0° à 90° à partir du nord ou du sud, vers l'est ou vers l'ouest.
Cette graduation est fréquemment employée en navigation pour exprimer les caps parce qu'elle donne immédiatement et de façon indubitable une image concrète du sens vers lequel on se déplace.